# Agrypon zabriskiei
Agrypon zabriskiei är en stekelart som beskrevs av Dasch 1984. Agrypon zabriskiei ingår i släktet Agrypon och familjen brokparasitsteklar. Inga underarter finns listade i Catalogue of Life.